# 난고촌 (아오모리현)
난고촌(南郷村) 아오모리현 산노헤군에 있던 촌이다. 2005년에는 하치노헤시에 편입되어 지역 자치구를 설치되어 난고촌은 같은날 소멸하였다.

## 연혁
- 1889년 4월 1일 - 정촌제 시행에 의해, 시마모리촌, 나카자와촌이 성립하였다.
- 1957년 3월 31일 - 시마모리 촌과 나카자와촌이 합병해 난고촌이 되었다.
- 2005년 3월 31일 - 하치노헤시에 편입하여 소멸하였다.